# Germania (Schiff, 1842)
Der Raddampfer Germania war ein Glattdeckschiff für den Personen- und Gütertransport. Das Schiff wurde 1841 als John Cockerill II auf eigene Rechnung von der Cockerill-Werft in Seraing, Belgien gebaut, um es anschließend am Rhein zu verkaufen. 1842 wurde es von der Preußisch-Rheinische Dampfschiffahrtsgesellschaft (PRDG) gekauft.

## Schiffsrumpf und Ausstattung
Der Rumpf war eine auf Spanten genietete Eisenkonstruktion. Im Unterdeck befanden sich vorne die Matrosenwohnung und daran anschließend die Vorkajüte mit einem Aufgang zum Deck. Danach folgten ein Güterraum und der mittschiffs liegende Maschinen- und Kesselraum. Im Achterschiff befanden sich die Große Kajüte mit Aufgang zum Hauptdeck, eine Toilette und ein Pavillon.
Auf dem Vordeck stand ein Mast mit einem Ladebaum zur Güterübernahme. Im Backbordradkasten waren vorne die Küche und hinten Personalkabinen, Toiletten und ein Waschraum. Auf der Steuerbordseite waren im Radkasten vorne ein Stauraum und hinten Personalkabinen, Toiletten und die Kondukteurskabine. Das Achterdeck war mit einem Sonnensegel überspannt. Der offene Ruderstuhl war erhöht am Heck.

## Antrieb
Die mittschiffs eingebaute Zweizylinder-Niederdruck-Balancierdampfmaschine leistete 80 PSn, was umgerechnete etwa 240 PS entsprach. Der Heizkessel mit 106 m² erzeugte einen Dampfdruck von 0,41 kp/cm². Die beiden Schaufelräder hatten je 14 feste Schaufeln aus Holz.

## Geschichte
Der Dampfer machte im Juni 1842 seine erste Probefahrt mit rund 200 hochrangigen Gästen aus Antwerpen auf der Schelde. Dabei erreichte er gegen den Strom eine Geschwindigkeit von ca. 15 km/h. Anschließend fuhr das Schiff nach Köln und wurde dort von dem Bankhaus Abraham Schaafhausen gekauft. Dieses bot den Dampfer für 60.000 Thaler der PRDG zum Kauf an. Da die Gesellschaft in diesem Jahr schon sieben Schiffe gekauft hatte, musste sie erstmals ein Schiff finanzieren lassen.
Ab dem 17. Juli 1842 wurde das Schiff in den Sommerfahrplan aufgenommen. Auf Beschluss des PRDG-Verwaltungsrates sollte die Bank dem Schiff einen neuen Namen geben. Ende August 1842 wurde es in Prinzessin von Preussen umbenannt.
Im November 1843 ging das Schiff zum Umbau und zur Generalüberholung nach Duisburg-Ruhrort zur Gutehoffnungshütte-Werft (GHH). Dort wurden der Heizkessel ausgebaut und instand gesetzt und die Decksplanken zum Teil erneuert, Maschine, Schaufelräder und Schornstein repariert. Ebenso wurden die Radkästen vergrößert, die Raumaufteilung im Unterdeck geändert und die beiden großen Kajüten neu möbliert. Ab dem 16. Juni war die Prinzessin von Preussen zusammen mit den Schiffen Prinz von Preussen, Blitz und Donner im Schnelldienst von Straßburg nach Köln mit täglicher Abfahrt um fünf Uhr morgens. Diese Reisen sollten ursprünglich an einem Tag bewältigt werden, jedoch konnten die Fahrzeiten wegen Niedrigwasser und starkem Verkehr nicht eingehalten werden. Deshalb wurde ab dem 8. Juli 1844 Koblenz der Zielort. Am 3. August wurde der Schnelldienst eingestellt.
In den Wintermonaten 1846/47 und 1847/48 Überholungs- und Renovierungsarbeiten bei GHH. Im März 1848 erfolgte die Umbenennung in Germania. Von Juni 1848 bis Ende 1849 wurde die Germania zeitweise von der preußischen Regierung beschlagnahmt und als Truppen-. Pferde- und Waffentransporter zwischen Köln und dem Oberrhein eingesetzt. Von Dezember 1848 bis März 1849 erneute Werftliegezeit bei der GHH.

## Havarien
Auf der Bergfahrt am 18. März 1850 bei einem Ausweichmanöver zwischen Sankt Goar und Oberwesel auf Grund gelaufen und gesunken. Das Schiff wurde anschließend gehoben und am 13. April zur GHH-Werft geschleppt. Dort wurden der Schiffsboden und das Vorschiff erneuert sowie die Radkästen und Schaufelräder repariert und die übrigen Schäden beseitigt.
Ab Juli war die Germania wieder im Einsatz. Bei einer Fahrt als Truppentransporter mit 400 Soldaten an Bord lief das Schiff am 2. November 1850 bei Spay auf den Schottelgrund und sank abermals. Nach der Bergung war das Schiff von Januar bis Mai 1851 zur Beseitigung der Schäden und weiteren Reparaturen auf der Werft.
Am 27. November 1880 stieß abends die Germania bei der Insel Mönchenwerth mit der Concordia zusammen, beide Schiffe wurden beschädigt. Im Winter 1880/81 erfolgte eine Generalüberholung bei der GHH. Auf einer Fahrt von Düsseldorf nach Köln ereignete sich bei Zons ein großer Maschinenschaden.
Am 11. November 1885 lief die Germania abends bei dichtem Nebel bei den Poller Köpfen oberhalb von Köln-Deutz auf Grund und schlug leck. Am 30. November gelang es dem Dampfer Rubens das Schiff freizuschleppen und es zum Rheinauhafen zu bringen. Nach einer notdürftigen Abdichtung des Lecks fuhr die Germania mit eigener Kraft am 3. Dezember zur Reparatur in die Werft L. Smit & Zons in Kinderdijk. Ab Mai 1886 war das Schiff wieder im Einsatz.
Auf der Talfahrt von Mannheim kommend sprang am 30. Juni 1894 der Kapitän bei Nierstein aus seinem Kabinenfenster und ertrank.
Mitte September 1900 Havarie beim Anlegen in Köln mit einem Schleppkahn. Im Winter 1901/02 Werftliegezeit mit Instandsetzung der Kesselanlage und der Schaufelräder.
Im Juni 1905 wurde die bis dahin nur noch als Reserveschiff dienende Germania außer Dienst gestellt und danach als Werkstattschiff benutzt. Die Maschinenanlage wurde ausgebaut und dem Deutschen Museum in München als Schenkung überlassen. Seit 1925 steht die Anlage in der Maschinenabteilung auf der Museumsinsel. 1922 wurde das Schiff nach Holland verkauft und dort abgewrackt.